# مونتيميترو
مونتيميترو (بالإيطالية Mundimitar ) هي مدينة وكومونا صغيرة تقع في مقاطعة كامبوباسو في منطقة موليز بإيطاليا ، بالقرب من نهر ترينيو .
مثل أكوافيفا كوليكروس و سان فيليس ديل موليز، تعد مونتيميترو موطنًا لمجتمع من موليز كرواتس، يتحدث معظمهم لغة كرواتية معينة (يسمونها ببساطة naš jezik ، أو " لغتنا ") بالإضافة إلى اللغة الإيطالية .

## ثقافة
منحت كرواتيا لمدينة مونتميترو القنصلية الفخرية.
القديسة الراعية لمدينة مونتميترو هي سانت لوسيا . و الكنيسة المكرسة لها هي كنيسة سانتا لوسيا فيرجين إي مارتير. ومع ذلك، لا تحتفل المدينة بعيد سانت لوسيا بتاريخها المحدد وهو (13 ديسمبر) ، بل في أيام الجمعة الأولى والأخيرة من شهر مايو. و يكرم هذا عبور أسلاف المدينة من البحر الأدرياتيكي إلى إيطاليا في القرن الخامس عشر ؛ يُعتقد أنهم حملوا تمثالًا لسانت لوسيا معهم، ووصلوا إلى إيطاليا في يوم الجمعة من شهر مايو.
تعتبر لغة المدن الثلاث لغة الشتات المهددة بالانقراض .

## روابط خارجية
- كتاب اليونسكو الأحمر عن اللغات واللهجات المهددة بالانقراض: أوروبا
- شعار النبالة لمونتميترو
- Mundimitar.it